# Alfredów (okręg berdyczowski)
Alfredów (ukr. Альфредів, ros. Альфредов) – były chutor w rejonie lubarskim okręgu berdyczowskim. Podlegał pod Radę wiejską z centrum we wsi Kazenna Hromada.

## Demografia
Pod koniec XIX wieku liczba mieszkańców wynosiła 34 osoby, domów 5, w 1906 r. – 39 osób, domów 7, w 1923 r. – 60 osób, liczba podwórek – 10.
Według spisu ludności ZSRR 17 grudnia 1926 r. liczył 58 osób, w tym 30 mężczyzn i 28 kobiet; według narodowości: Ukraińcy – 37, Żydzi – 6, Polacy – 15. Liczba gospodarstw domowych – 14.

## Historia
Rok założenia – 1872. Nazwany na cześć założyciela Alfreda Wodzickiego. Pod koniec XIX w. był to folwark w powiecie nowogradwołyńskim, gmina Lubar, położony w odległości 94 wiorsty (105 km) od miasta Nowogród Wołyński. Należał do dóbr lubarskich, posiadłość ziemi – 1 282 dziesięciny.
W 1906 r. wchodził w skład wołosci lubarskiej w powiecie nowogradwołyńskim guberni wołyńskiej. Odległość do centrum powiatu miasta Nowogród Wołyński wynosiła 94 wiorsty, do administracji wołosnej w miasteczku Lubar – 2 wiorsty. Urząd pocztowy – Lubar.
W marcu 1921 r. wołost lubarska znalazła się w składzie nowo utworzonego powiatu połońskiego. W 1923 r. folwark (od 1926 r. – chutor) został podporządkowany do nowo utworzonej Rady wiejskiej we wsi Kazenna Hromada, która 7 marca 1923 r. została włączona do nowo utworzonego rejonu lubarskiego w okręgu żytomierskim. Znajdował się w odległości 5 wiorst od centrum rejonu miasteczka Lubar i 4,5 wiorsty od siedziby Rady wiejskiej we wsi Kazenna Hromada. W czerwcu 1925 r. rejon lubarski został włączony do składu okręgu berdyczowskiego. Odległość od chutora do centrum okręgu miasta Berdyczów wynosiła 61 wiorst, do centrum rejonu miast. Lubar – 3 wiorsty, do centrum Rady wiejskiej – 3 wiorsty, do najbliższej stacji kolejowej Peczaniwka – 20 wiorst.
Na dzień 1 października 1941 r. nie zarejestrowany na liście osiedli.